# Clariallabes centralis
Clariallabes centralis är en fiskart som först beskrevs av Max Poll och Lambert, 1958.  Clariallabes centralis ingår i släktet Clariallabes och familjen Clariidae. IUCN kategoriserar arten globalt som livskraftig. Inga underarter finns listade i Catalogue of Life.